# Ostrau (Sassonia-Anhalt)
Ostrau è un ex comune tedesco di 1 260 abitanti, situato nel land della Sassonia-Anhalt.
Dal 1º gennaio 2010 Ostrau è stato incorporato nel comune di Petersberg,  del quale è divenuto una frazione insieme agli ex comuni di Brachstedt, Krosigk, Kütten, Morl e Wallwitz. (In effetti quest'ultimo aveva già perso lo status di comune indipendente il 1º luglio 2006, quando era stato incorporato nel comune di Götschetal).